# Сашар, Луис
Луис Сэкер (англ. Louis Sachar, род. 20 марта 1954, Riga, США), в русскоязычных публикациях фамилия иногда передаётся как Сачар или Сашар — американский детский писатель и сценарист. Наиболее известен серией Sideways Stories From Wayside School, по которой был создан сериал Wayside, а также романом Ямы, получившим несколько наград и занимающим 83 место в списке 200 лучших книг по версии BBC.

## Биография
После окончания школы один семестр учился в Антиохийском колледже перед переводом в Калифорнийский университет в Беркли, в это время начал преподавать в младших классах в школе.
Окончил Калифорнийский университет в Беркли в 1976 году с дипломом по экономике и начал работу над Sideways Stories From Wayside School, детской книгой о школе с элементами сверхъестественного.
Сэкер писал книгу по ночам, в течение девяти месяцев, днём работая на складе в Коннектикуте. После увольнения Сэкер решил учить юриспруденцию, к этому времени Sideways Stories From Wayside School были приняты издательством. Книга вышла в 1978 году. Несмотря на то, что книга не была широко представлена в продаже и не очень хорошо продавалась, Сэкер начал завоёвывать поклонников среди детской аудитории.
Сэкер окончил факультет юриспруденции в Калифорнийском университете в 1980 и стал работать юристом на неполную ставку, продолжая писать детские книги. К 1989 его книги стали хорошо продаваться, и он смог оставить работу и посвятить себя писательскому ремеслу.
Женился в 1985 году, жена Карла работает школьным консультантом. Живёт в городе Остин, штат Техас, с женой Карлой и дочерью Шерри, родившейся 19 января 1987 года. Сэкер упоминает жену и дочь в своих книгах. Карла была прототипом консультанта в книге There’s a Boy in the Girls' Bathroom (1988) и юриста Стенли в Ямах. Шерри, которой было четыре года, когда появилась первая книга из серии Marvin Redpost, была прототипом сестры Марвина.
В 2003 году вышел в прокат фильм Клад по роману «Ямы», к которому Сэкер написал сценарий.
В 2006, отвечая на вопрос о планах на будущее, Сэкер сказал, что сомневается в том, что напишет ещё о персонажах романа «Ямы» и что у него на данный момент нет никаких конкретных планов, но когда-нибудь он обязательно продолжит эту работу.

## Книги
Sideways Stories From Wayside School
- Sideways Stories from Wayside School (1978)
- Wayside School is Falling Down (1989)
- Sideways Arithmetic From Wayside School (1989)
- More Sideways Arithmetic From Wayside School (1994)
- Wayside School Gets A Little Stranger (1995)
- Wayside School Beneath the Cloud of Doom (2020)[6]

Marvin Redpost
- Kidnapped at Birth? (1992)
- Why Pick on Me? (1993)
- Is He a Girl? (1993)
- Alone In His Teacher’s House (1994)
- Class President(1999)
- A Flying Birthday Cake? (1999)
- Super Fast Out of Control! (2000)
- A Magic Crystal? (2000)

Серия Holes
- Holes (1998) — роман, получил National Book Award и Медаль Джона Ньюбери
- Stanley Yelnats' Survival Guide to Camp Green Lake (2003)
- Small Steps (2006)

Другие книги
- Johnny’s in the Basement (1981)
- Someday Angeline (1983)
- Sixth Grade Secrets (1987) (known as Pig City in the UK[7])
- There’s a Boy in the Girls' Bathroom (1987)
- The Boy Who Lost His Face (1989)
- Dogs Don’t Tell Jokes (1991)
- Monkey Soup (1992)
- The Cardturner (May 11, 2010)
- Fuzzy Mud (2015)[8]

## Фильмография

### Сценарист
- Школа Вэйсайд (мультсериал, 2007—2008)
- Школа Вэйсайд (ТВ, 2005)
- Клад (2003)

### Актёр
- Клад (2003)